# Habilidade cognitiva
O termo cognição vem do latim e significa “conhecer”. A palavra habilidade é um substantivo que indica a qualidade de uma pessoa hábil. Logo, quando se fala de habilidades cognitivas não se trata de memorização, mas sim de informações que são devidamente entendidas, assimiladas e compreendidas, sendo capaz de treinar o cérebro para obter ou aperfeiçoar habilidades cognitivas como o processamento de novos estímulos por exemplo. Habilidades cognitivas são utensílios do cérebro que estão associados com processos de aprendizagem de informações.
Funcionamento cognitivo é um termo que se refere à capacidade do ser humano de processar pensamentos que não devem esgotar-se em larga escala em indivíduos saudáveis. É definida como "a capacidade de um indivíduo de executar as várias atividades mentais mais intimamente associadas ao aprendizado e à resolução de problemas. Exemplos incluem capacidade verbal, espacial, psicomotora e de velocidade de processamento". Cognição refere-se principalmente a coisas como memória, capacidade de aprender novas informações, fala, compreensão de material escrito. O cérebro geralmente é capaz de aprender novas habilidades nas áreas mencionadas, geralmente na primeira infância, e de desenvolver pensamentos e crenças pessoais sobre o mundo. A velhice e a doença podem afetar a função cognitiva, causando perda de memória e problemas ao pensar nas palavras certas ao falar ou escrever ("desenhando um espaço em branco"). A esclerose múltipla (SM), por exemplo, pode eventualmente causar perda de memória, incapacidade de captar novos conceitos ou informações e fluência verbal reduzida. Nem todos com a condição experimentarão esse efeito colateral, e a maioria manterá seu intelecto geral e sua capacidade.

## Teste de habilidades cognitivas
O Teste de Habilidades Cognitivas(CogAT) é uma avaliação K-12 administrada em grupo, com o objetivo de estimar as habilidades de raciocínio e resolução de problemas aprendidas pelos alunos através de uma bateria de itens de teste verbais, quantitativos e não verbais. O teste visa avaliar as habilidades de raciocínio adquiridas dos alunos e também prever pontuações de desempenho quando administrado com os testes Iowa co-normatizados. O teste foi publicado originalmente em 1954 como o Teste de Inteligência Lorge-Thorndike, depois dos psicólogos que criaram a primeira versão, Irving Lorge e RL Thorndike.
O CogAT é um dos vários testes usados nos Estados Unidos para ajudar professores ou outros funcionários da escola a tomar decisões sobre a colocação de estudantes em programas educacionais sobredotados.
A (sétima) edição mais recente do CogAT foi projetada para ser apropriada para falantes de inglês não nativos, e análises independentes indicam que os criadores do teste tiveram maior sucesso nesse objetivo.

### Neurocognição
Neurocognição são funções cognitivas intimamente ligadas à função de áreas específicas, vias neurais ou redes corticais no cérebro, servidas em última instância pelo substrato da matriz neurológica do cérebro (ou seja, a nível celular e molecular). Portanto, sua compreensão está intimamente ligada à prática da neuropsicologia e da neurociência cognitiva – duas disciplinas que buscam entender amplamente como a estrutura e a função do cérebro se relacionam com a cognição e o comportamento.